# Roger Rérolle
Roger Rérolle (26 février 1909 à Dijon - 30 décembre 1990 à Clermont-Ferrand) était un champion d'athlétisme français. Ce fut incontestablement la plus grande figure de l'athlétisme auvergnat des années d'avant-guerre.

## Biographie
Marcel Roger Rérolle est le fils de Victor-Hippolyte Rerolle et de Marianne Marguerite Berquier.
Roger Rérolle aura marqué son époque par d'authentiques exploits durant les années 1930 où il était capable de gagner toutes les courses qu'il disputait. 
Son plus bel exploit fut sans doute ses trois titres de champion de France obtenus en 1933 sur 5 000 m, 10 000 m, et 3 000 steeple, fait unique à cette date dans les annales de l'athlétisme.
Roger Rérolle allait également cette année-là, disputer les matchs internationaux contre l'Allemagne, l'Angleterre, l'Italie et la Finlande et remporter le 5 000 m face aux italiens.
En 1934, il doublait les titres aux championnats de France sur 10 000 m et 3 000 m steeple et gagnait contre l'Angleterre en match international sur cette dernière distance.
Roger Rérolle devait aussi être sélectionné pour les Jeux de Berlin en 1936 : il termina 11e du 3000 m steeple.
Par ailleurs, il allait faire une grande carrière en cross-country, remportant plusieurs titres de champion de France dont 1934.
En 1935 il se classa aussi premier français à l'international des 6 nations.
Sa classe était indéniable et son palmarès exceptionnel. Il cumula tous ses titres sous les couleurs de l'A.S. montferrandaise, son club de toujours.